# Ca l'Olivella de Font Clara
Ca l'Olivella és una masia prop del poble de Lavern, vora la carretera de Sant Sadurní (Alt Penedès) protegit com a bé cultural d'interès local. És una casa aïllada composta de soterrani, planta baixa i dos pisos. Està coberta a quatre aigües amb un terrat central i torre rematada per una balustrada. La façana és de composició simètrica amb quatre balcons d'un portal al primer pis. Al segon, hi ha finestres d'arc de mig punt. La teulada és amb ràfec amb permòdols. Ca l'Olivella sorgeix al segle xvi, dins del context de la creació de nous masos (les propietats d'origen pagès), amb la venda per part de la monarquia a comerciants o pagesos adinerats sorgits de la sentència de Guadalupe. Es va refer posteriorment en estil eclèctic.